# Aloe leandrii
Aloe leandrii là một loài thực vật có hoa trong họ Măng tây. Loài này được Bosser mô tả khoa học đầu tiên năm 1968.